# Скакун-межняк
Скакун-межняк (лат. Cicindela hybrida) — вид жуков из семейства жужелиц и подсемейства скакунов.

## Описание

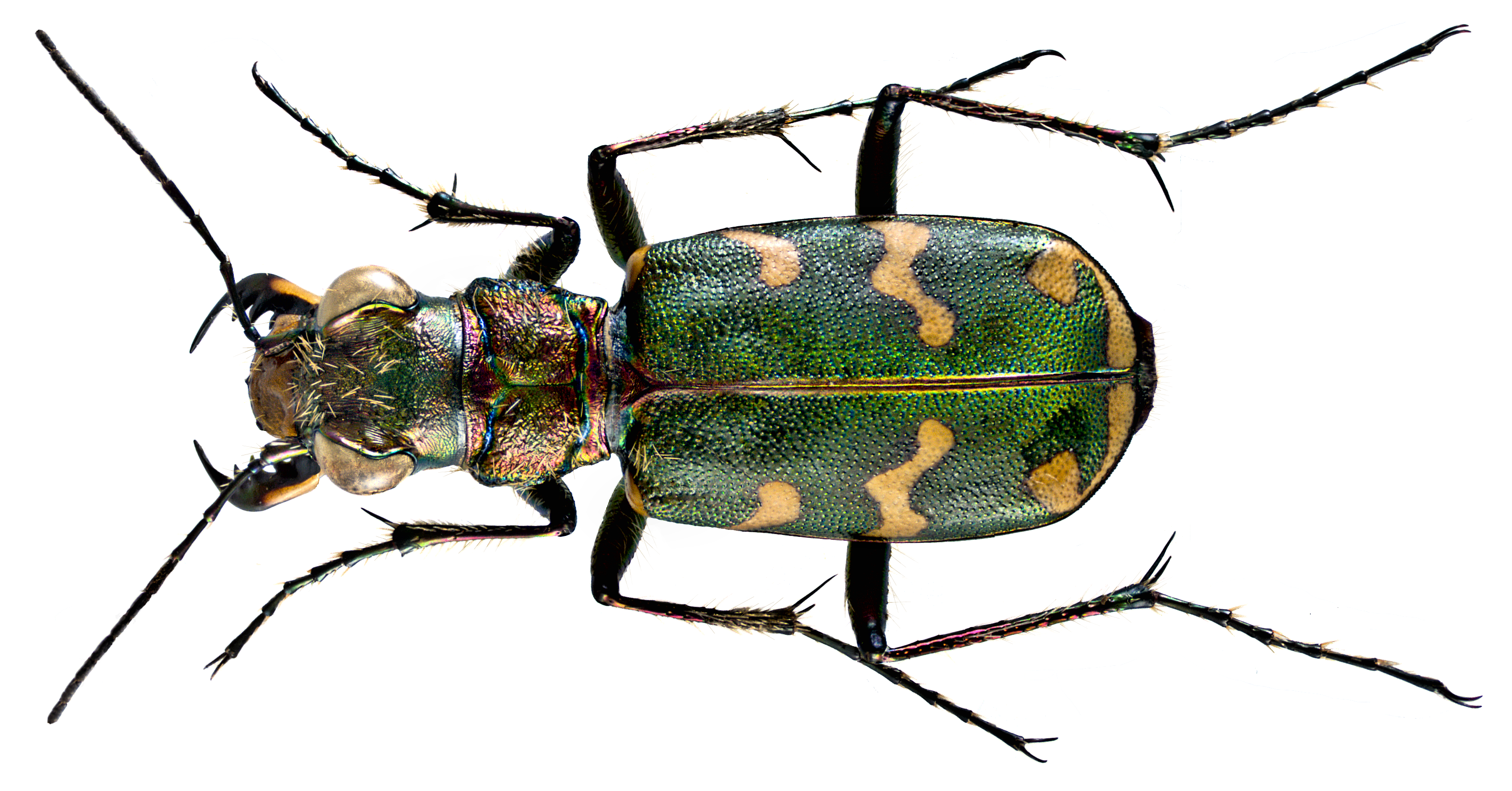
Cicindela hybrida transversalis

Жук в длину достигает 12—16 миллиметров. Бока переднегруди и эпистерны среднегруди покрыты белыми волосками. Диск переднеспинки хотя бы по бокам в явственных светлых волосках. Лоб между задними краями глаз не имеют волосков. Задние лапки такой же длины или слегка длиннее задних голеней. Средняя перевязь надкрылий формирует не резкий перегиб с короткой внутренней ветвью. Верхняя часть тела медно-красноватого или светло-бронзового цвета.

## Экология
Взрослые жуки водятся в песчаных местностях. Личинка живёт в норе, из которой хватает пробегающую мимо добычу. Голова личинки плоская — обычно личинка держит её вровень с поверхностью.

## Систематика
К этому виду относятся следующие подвиды:
- Cicindela hybrida sahlbergi Fisher 1823
- Cicindela hybrida przewalskii Roeschke 1891
- Cicindela hybrida rumelica Apfelbeck 1904
- Cicindela hybrida lagunensis Gautier 1872
- Cicindela hybrida iberica Mandl 1935
- Cicindela hybrida lusitanica Mandl 1935
- Cicindela hybrida tokatensis Motschulsky 1859
- Cicindela hybrida transdanubialis Csiki 1946
- Cicindela hybrida subriparia Mandl 1935
- Cicindela hybrida pseudoriparia Mandl 1935
- Cicindela hybrida riparioides Korell 1965
- Cicindela hybrida transversalis Dejean 1822
- Cicindela hybrida magyarica Roeschke, 1891
- Cicindela hybrida albanica Apfelbeck 1909
- Cicindela hybrida monticola Menetries 1832
- Cicindela hybrida silvaticoides W. Horn 1937
- (Cicindela hybrida kozhantschikovi Lutsnik 1924 теперь Cicindela kozhantschikovi)

## Галерея

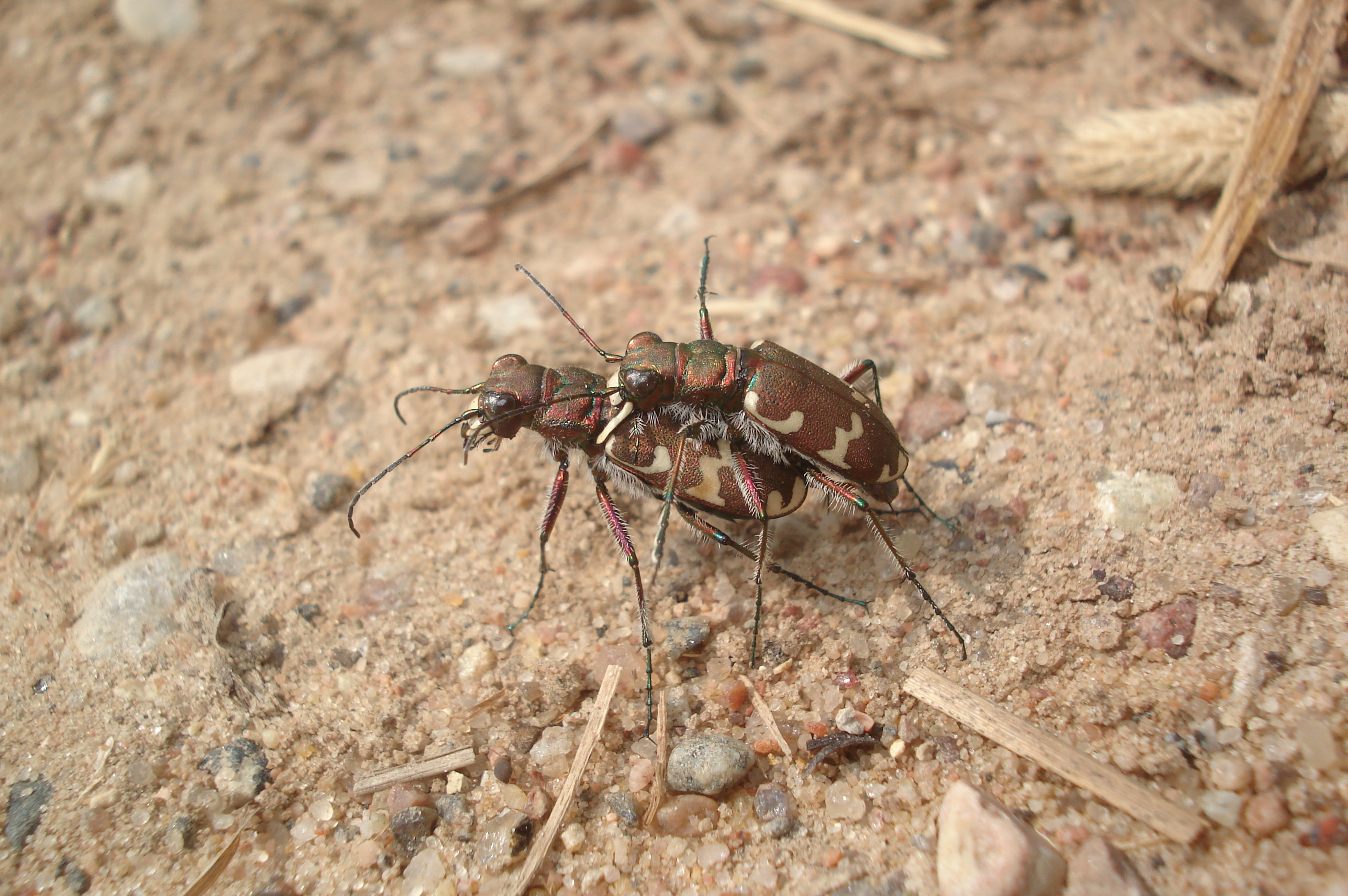
Cicindela hybrida hybrida